# East Windsor (Connecticut)
East Windsor – miasto w Stanach Zjednoczonych, w stanie Connecticut, w hrabstwie Hartford.